# SEAT León Eurocup 2008
SEAT León Eurocup 2008 var ett race som vanns av spanjoren Oscar Nogués.

## Delsegrare
| Bana         | Vinnare           | Vinnare             |
| ------------ | ----------------- | ------------------- |
| Valencia     | Oscar Nogués      | Eoin Murray         |
| Pau          | Tom Boardman      | Gábor Wéber         |
| Estoril      | Marin Colak       | Lourenço Beirão     |
| Brands Hatch | Eoin Murray       | Marin Colak         |
| Oschersleben | Oscar Nogués      | Massimiliano Pedalà |
| Monza        | Norbert Michelisz | Oscar Nogués        |

## Slutställning
| Plats | Förare              | Poäng |
| ----- | ------------------- | ----- |
| 1     | Oscar Nogués        | 48    |
| 2     | Marin Colak         | 47    |
| 3     | Eoin Murray         | 36    |
| 4     | Massimiliano Pedalà | 36    |
| 5     | James Nash          | 36    |
| 6     | Tom Boardman        | 35    |